# Thyone venusta
Thyone venusta is een zeekomkommer uit de familie Phyllophoridae.
De wetenschappelijke naam van de soort werd in 1868 gepubliceerd door Emil Selenka.